# 163-я штурмовая эскадрилья ВМС США

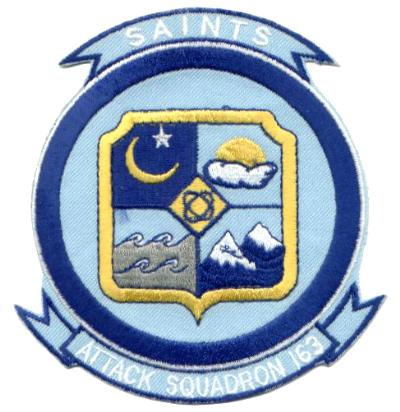
Эмблема VA-163

163-я штурмовая эскадрилья «Святые» (VA-163 Saints) — эскадрилья ВМС США, существовавшая в 1960—1971 годах.
Эскадрилья была создана 1 сентября 1960 года на станции военно-морской авиации Сесил-Филд (Флорида). Её первым командиром был коммэндер Джек Мэнхерц (Jack Manherz). Эскадрилья входила в состав 16-го авианосного крыла (килевой код AH), приписанного к авианосцу «Орискани», и имела на вооружении штурмовики A4D-2 (A-4B) «Скайхок», в марте 1964 года сменённые самолётами новой модификации A-4E.
За время своего существования VA-163 участвовала в шести походах авианосцев:
- июнь—декабрь 1962, Тихий океан
- август 1963 — март 1964, Тихий океан
- апрель—декабрь 1965, Вьетнамская война
- май—ноябрь 1966, Вьетнамская война
- июнь 1967 — январь 1968, Вьетнамская война
- июль 1968 — март 1969, Вьетнамская война

В последнем походе эскадрилья участвовала уже в составе 21-го авианосного крыла (авианосец «Хэнкок», килевой код NP), куда была переведена 1 марта 1968 года.
Поход авианосца «Орискани» в 1967 году был одним из самых тяжёлых для авиации ВМС США за время Вьетнамской войны. В течение полугода 163-я эскадрилья потеряла 5 пилотов погибшими и 3 пленными.
1 апреля 1969 года эскадрилья была выведена с активной службы, а 1 июля 1971 года расформирована.
Самым известным пилотом VA-163 был лейтенант-коммэндер Джон Маккейн III, отец и дед которого занимали высокие посты в ВМС. Он был сбит над Северным Вьетнамом 26 октября 1967 года, провёл в плену пять с половиной лет. Впоследствии стал сенатором и баллотировался на президентских выборах 2000 и 2008 годов.